# Василий (Лужинский)
Архиепи́скоп Васи́лий (в миру Бенеди́кт Стефа́нович Лужи́нский; 1791 — 26 января 1879) — епископ Православной Российской Церкви; c 6 марта 1839 года епископ Оршанский, с 7 июля 1840 года епископ Полоцкий и Витебский, с 5 апреля 1841 года управлял епархией в сане архиепископа; с 27 марта 1866 года член Святейшего правительствующего синода. Ранее униатский епископ.
Известен своей ролью в воссоединении униатской церкви Северо-Западного края России с православием. «Записки» Василия Лужинского, основанные на личных воспоминаниях, — источник по истории воссоединения белорусских униатов.

## Семья и образование
Родился в семье униатского священника Стефана Лужина-Лужинского. Воспитывался у двоюродного дяди помещика Кельчевского. С 1807 года обучался в Полоцкой униатской духовной семинарии, с 1814 года — в Полоцкой иезуитской академии, с 1816 года — в Главной католической семинарии при Виленском университете. В 1819 году получил степень кандидата философии, в следующем году — степень магистра богословия, в 1825 году — степень доктора богословия.

## Униатский священник
После окончания обучения Лужинский вернулся в Полоцк и стал одним из ближайших помощников униатского архиепископа Иоанна Красовского, вводившего в униатские храмы православные обряды. 6 августа 1819 года Лужинский был рукоположён во священника целибатом, в следующем году назначен префектом и инспектором Полоцкой униатской семинарии с правами ректора. В 1820 году Красовский был отстранен от управления Полоцким униатским архиепископством, затем предан суду (1822—1823). В защиту Красовского выступило белое униатское духовенство во главе с Лужинским, который в наказание был отстранен от ведения духовных дел в Полоцке.
В сентябре 1824 года советом Виленского университета Лужинский был избран префектом Главной католической семинарии и получил должность кафедрального каноника. В семинарии преподавал церковное пение, организовал хор. Лужинский состоял членом кружка любителей славянского языка и богослужения при семинарии (1826—1828), целью деятельности которого было восстановление православного богослужения в униатских храмах. В кружок входили профессора семинарии М. К. Бобровский и П. Сосновский, священник виленской Никольской церкви А. Ю. Сосновский. В 1829 году Лужинский в сане протоиерея стал асессором греко-униатской коллегии в Санкт-Петербурге, активно помогал униатскому Мстиславскому епископу Иосифу (Семашко) в его работе по подготовке воссоединения униатской Церкви с Православием. По плану, разработанному Семашко и Лужинским, воссоединение должно было проходить постепенно, через уменьшение числа базилианских монастырей. Среди белого духовенства проводилась разъяснительная работа и собирались подписи в поддержку воссоединения.
17 апреля 1833 года на Белорусскую униатскую кафедру (в Полоцке) вместо скончавшегося архиепископа Иакова Мартусевича был назначен митрополит Иосафат Булгак, который, являясь председателем греко-униатской коллегии, постоянно находился в Санкт-Петербурге. Для управления Белорусским архиепископством 30 апреля 1833 года временным председателем консистории в Полоцк был командирован Лужинский, 13 сентября он был утвержден в должности председателя консистории, 25 октября назначен официалом (управляющим епархией от лица митрополита).

## Униатский епископ
6 декабря 1833 года назначен и 9 февраля 1834 год рукоположён во епископа Оршанского, викария Белорусского униатского архиепископства. Перед хиротонией он дал подписку о готовности принять Православие. Лично посещал белорусские приходы, убеждал паству и духовенство в необходимости отказа от унии. От духовенства он брал подписки о готовности принять Православие, наблюдал за перестройкой униатских храмов по православному образцу, введением православного богослужения. У Лужинского было много противников, как из числа католиков и базилиан, так и в лице православного Полоцкого епископа Смарагда (Крыжановского) — сторонника жестких мер по отношению к униатам.
После кончины в феврале 1838 года митрополита Иосафата Булгака, стал правящим архиереем Белорусского архиепископства.

## Полоцкий собор
12 февраля 1839 года, в Неделю православия, в Полоцке после совместного служения Иосифа (Семашко), Василия (Лужинского) и викарного епископа Брестского Антония (Зубко) открылся собор, принявший акт присоединении униатской церкви в России к православной и прошение царю с приложением 1305 подписей духовных лиц. Последнее было одобрено 25 марта того же года.
Официальные торжества по случаю воссоединения состоялись в Витебске, где 14 мая 1839 года в кафедральном Успенском соборе Киевский митрополит Филарет (Амфитеатров) совершил литургию в сослужении православного Полоцкого епископа Исидора (Никольского) и Лужинского.

## Православный архиерей
6 марта 1839 года был назначен епископом Оршанским, викарием Могилёвской православной епархии. 7 июля 1840 года стал епископом Полоцким и Витебским. 5 апреля 1841 года возведен в сан архиепископа. Резиденция архиерея была перенесена из Полоцка в Витебск в 1842 году.
Занимался миссионерской работой среди беспоповцев в Витебской губернии. Результатом его деятельности стало присоединение к Православию 5 000 старообрядцев с 6 наставниками. В 1865 году Василий был вызван в Санкт-Петербург для присутствия в Синоде. 27 марта следующего года освобождён от управления епархией и назначен членом Святейшего Синода.
Являлся почётным членом КазДА (с 1871), СПбДА (с 1876).
Скончался 26 января 1879 года. Похоронен в имении Любашковичи (село Любашково Витебской губернии) близ Витебска (надгробие было разрушено в годы советской власти).

## Заслуги
Деятельность архиепископа Василия была направлена на восстановление древних полоцких святынь, возведение православных храмов в Беларуси и укрепление православной церковной жизни. Он способствовал возрождению возвращённого православным в 1832 году Спасо-Евфросиниевского монастыря. С целью сбора средств на восстановление Спасо-Евфросиниевского монастыря в июле 1841 года в сопровождении Филарета (Малышевского), архимандрита полоцкого Богоявленского монастыря, с Крестом преподобной Евфросинии Полоцкой совершал крестные ходы по храмам Санкт-Петербурга и Москвы. Были собраны более 30 000 рублей пожертвований. В 1842 году произошло освящение Спасо-Евфросиниевской обители и заселение первых монахинь. При монастыре были устроены богадельня, детский приют и епархиальное женское училище, первоначально для 30 девочек-сирот из духовного звания. В 1860-х по его инициативе в Синоде обсуждался вопрос о перенесении мощей преподобной Евфросинии из Киева в Полоцк.

## Награды
- Орден Святого Владимира 2-й (1845) и 1-й (1866) степени,
- Орден Святого Александра Невского (1851),
- Орден Святой Анны 1-й степени (1838).

## Публикации
- Записки Василия Лужинского, архиепископа Полоцкого. — Казань, 1885. — 312 с.
- Слово, произнесенное высокопреосвященнейшим Василием, архиепископом Полоцким и Витебским, в день восшествия на престол государя императора Николая Павловича. — Витебск, 1849;
- Слова, речи и архипастырские послания к духовенству полоцкой епархии преосвященного Василия, архиепископа полоцкого и витебского, с кратким очерком жизни и деятельности преосвященного. — СПб., 1866;